# Manuel Sanguinetti
Manuel Sanguinetti fue un jugador y director técnico de nacionalidad uruguaya, destacado en las décadas del 1930, 1940 y 1950, en su trayectoria defendió equipos de Uruguay, Argentina y Colombia, además de la selección Uruguaya.

## Trayectoria
Sus inicios en el fútbol se dan en el River Plate, por aquel entonces el equipo montevideano estaba organizando sus divisiones inferiores. En él se hizo un defensa fuerte e impasable.
Debido a su gran desempeñó en el Sudamericano de 1939 es contratado por el Independiente de Avellaneda, en este equipo actuaba grandes figuras del fútbol argentino tales como Vicente de la Mata, el paraguayo Arsenio Erico, Antonio Sastre. En este equipo se coronó campeón en 1939. Manuel no jugaría mucho pero tiempo después lograría un excelente acoplo con sus compañeros, siendo figura en el subcampeonato de 1940. En el Rojo de Avellaneda jugó 85 partidos. En 1945 pasa a formar parte del Peñarol, en este equipo duraría 2 años dejando un buen recuerdo debido a que se corona campeón en 1945, en 1948 paso a  Rampla Juniors.
En 1951 gracias a las gestiones de un árbitro uruguayo de nombre Cativa Tolosa, llega a Colombia contratado por el América de Cali, destacándose por su entrega y sacrificios enormes para con el equipo, Manuel jugaría en la mechita hasta 1952 pasando a engrosar las filas del Deportivo Cali, en este equipo aún permanecían algunos jugadores del rodillo negro que poco a poco se desintegraba debido al pacto de Lima que daría fin a una época de magia e ilusión llamada El Dorado.[cita requerida]
En 1954  para formar parte del Cúcuta Deportivo, en este equipo hace las veces de jugador y entrenador teniendo pocos resultados, En 1960 retorna al Deportivo Cali como jugador- entrenador en reemplazo de Julio Tocker, no obtendría muy buenos resultados, al año siguiente vuelve al América para reemplazar en la dirección técnica a Adolfo Pedernera quién se iría a entrenar a la Selección Colombia.
En 1962 se retira como jugador activo a los 45 años, siendo considerado uno de los jugadores con más longevidad del fútbol colombiano, dedicándose consecutivamente a la dirección técnica.

## Selección uruguaya
En 1938 debuta en la Selección uruguaya, en un partido amistoso contra la Selección argentina, al año siguiente sería de nuevo convocado al Sudamericano de fútbol, donde sale subcampeón perdiendo 2 a 1 con una maravillosa selección peruana, Manuel jugó todos los partidos mostrando una fuerza y entrega absolutas encarando con responsabilidad y el marcaje.

### Como jugador
| Club                | País      | Año        |
| ------------------- | --------- | ---------- |
| River Plate         | Uruguay   | 1934-1938  |
| Independiente       | Argentina | 1939-1944  |
| Peñarol             | Uruguay   | 1945-1947  |
| Rampla Juniors      | Uruguay   | 1948-1950  |
| América de Cali     | Colombia  | 1951- 1952 |
| Deportivo Cali      | Colombia  | 1952       |
| Deportivo Municipal | Perú      | 1953       |
| América de Cali     | Colombia  | 1953       |
| Cúcuta Deportivo    | Colombia  | 1954-1959  |
| Deportivo Cali      | Colombia  | 1960-1962  |

## Palmarés

### Como jugador
| Título              | Club          | País      | Año  |
| ------------------- | ------------- | --------- | ---- |
| Primera División    | Independiente | Argentina | 1939 |
| Campeonato Uruguayo | Peñarol       | Uruguay   | 1945 |